# Bogis-Bossey
Pour les articles homonymes, voir Bossey (homonymie).
Bogis-Bossey est une commune suisse du canton de Vaud, située dans le district de Nyon.

## Géographie
Bogis-Bossey fait partie de la région de Terre Sainte. Elle est située sur la rive gauche de la Versoix.
Elle comprend les localités de Bogis, le village principal, et de Bossey, un hameau réunissant le château de Bossey, l'Hostellerie, le Petit-Bossey et Belle-Ferme.

## Population

### Surnoms
Les habitants de la commune sont surnommés les Grenouilles et les Bourbeux.

### Démographie
La commune compte 89 habitants en 1764, 131 en 1850, 147 en 1900, 123 en 1950 et 847 en 2000.